# دوپنیتسا
دوپنیتسا شهری در استان کیوستندیل کشور بلغارستان است که جمعیت آن در سال ۲۰۰۱ میلادی ۳۸٬۳۲۳ نفر بوده‌است.